# Circular Quay

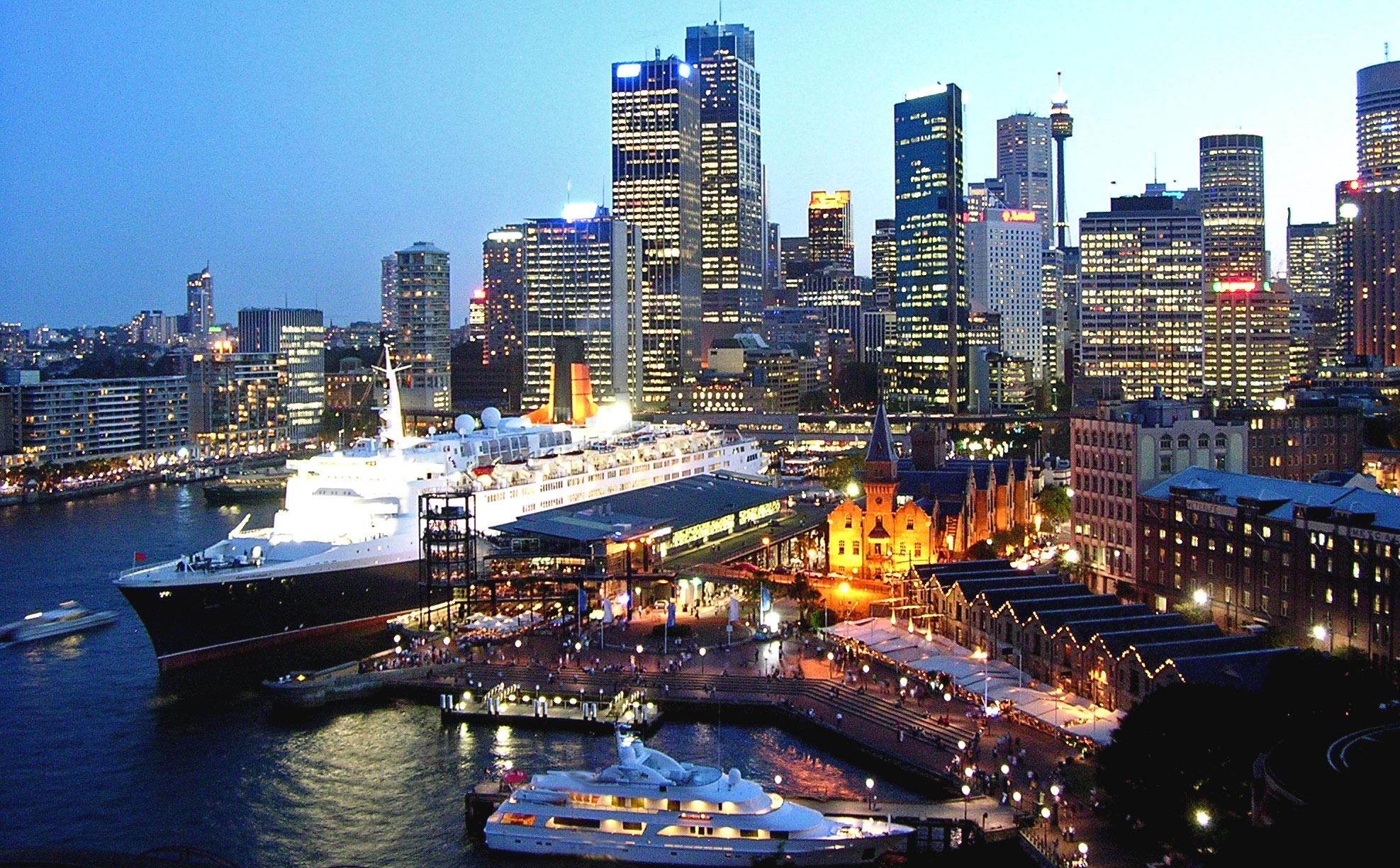
Il transatlantico Queen Elizabeth 2 ormeggiato nel porto di Circular Way.

Circular Quay (in italiano: Banchina circolare) è un quartiere e un porto passeggeri nel "centro" di Sydney, nel Nuovo Galles del Sud, Australia. Situato nell'area nord del Distretto centrale di Sydney a Sydney Cove, fra i quartieri di Bennelong Point e The Rocks; fa parte della Local Government Area della Città di Sydney.
Circular Quay è un quartiere famoso per il turismo, fatto da numerose aree pedonali lungo la costa del mare, centri commerciali, parchi e ristoranti. Sono presenti anche varie fermate di bus, banchine per traghetti e una stazione ferroviaria.
Circular Quay è la zona principale, a causa della sua centralità, in cui si svolgono le feste e le celebrazioni della città, tra cui il capodanno.
A Circular Quay si trovano anche il Museo di arte contemporanea di Sydney e la Biblioteca della Città di Sydney. 
Nell'autunno del 2006 vi si è svolta la mostra all'aperto più grande d'Australia: gli United Buddy Bears son rimasti per più di 7 settimane esposti nella città.